# Queen + Adam Lambert Tour 2012
Queen + Adam Lambert Tour 2012 — європейський концертний тур, який став першим гастрольною співпрацею між британським рок-гуртом «Queen» і американським співаком Адамом Ламбертом.

## Історія
Адам Ламберт вперше виступив з «Queen» як учасник восьмого сезону «American Idol». Незабаром після виступу Браян Мей повідомив «Rolling Stone», що розглядає Ламберта як фронтмена «Queen». У листопаді 2011 року Адам Ламберт приєднався до «Queen» для спеціального виступу на MTV Europe Awards у Белфасті. Потім, в грудні 2011 року було повідомлено, що Тейлор і Мей почали переговори з Ламбертом про те, щоб він виступив з «Queen» на концерті.
Тур розпочався в червні 2012 року на київському Майдані Незалежності, в рамках спільного шоу з Елтоном Джоном на підтримку фонду Олени Пінчук «Анти-снід». Після київського концерту гурт зіграв кілька виступів. Британський фестиваль «Sonisphere» був скасований, «Queen» та Ламберт замість цього провели три аншлагових концерти в лондонському «Hammersmith Apollo», щоб завершити тур.

## Сет-лист
1. «Flash» (Intro tape)
2. «Seven Seas of Rhye»
3. «Keep Yourself Alive»
4. «We Will Rock You» (fast)
5. «Fat Bottomed Girls»
6. «Don't Stop Me Now»
7. «Under Pressure»
8. «I Want It All»
9. «Who Wants to Live Forever»
10. «A Kind of Magic»
11. «These Are the Days of Our Lives»
12. «Love of My Life»
13. «'39»
14. «Dragon Attack»
15. Drum Battle
16. Guitar Solo
17. «Somebody to Love»
18. «I Want to Break Free»
19. «Another One Bites the Dust»
20. «Radio Ga Ga»
21. «The Show Must Go On»
22. «Crazy Little Thing Called Love»
23. «Bohemian Rhapsody»

Виступ на біс
1. «Tie Your Mother Down»
2. «We Will Rock You»
3. «We Are the Champions»
4. «God Save the Queen (tape)»

Other Songs:
- «Life is Real» — зіграна у Москві
- «You're My Best Friend» — зіграна у Лондоні 14 липня

## Дати туру
| Дата           | Місто   | Країна  | Місце               | Продані/доступні квитки | Касовий збір |
| -------------- | ------- | ------- | ------------------- | ----------------------- | ------------ |
| Europe         |         |         |                     |                         |              |
| 30 червня 2012 | Київ    | Україна | Майдан Незалежності | —                       | —            |
| 3 липня 2012   | Москва  | Росія   | Олімпійський        | Н/Д                     | Н/Д          |
| 7 липня 2012   | Вроцлав | Польща  | Міський стадіон     | —                       | —            |
| 11 липня 2012  | Лондон  | Англія  | Hammersmith Apollo  | Н/Д                     | Н/Д          |
| 12 липня 2012  | Лондон  | Англія  | Hammersmith Apollo  | Н/Д                     | Н/Д          |
| 14 липня 2012  | Лондон  | Англія  | Hammersmith Apollo  | Н/Д                     | Н/Д          |

## Учасники туру
| - Браян Мей — електрична та акустична гітари, вокал - Роджер Меддоуз-Тейлор — ударні, перкусія, вокал - Адам Ламберт — головний вокал - Фредді Мерк'юрі — вокал (запис) | Додаткові музиканти: - Спайк Едні — клавішні, вокал - Нейл Фейрклаг — бас-гітара, вокал - Руфус Тайгер Тейлор — перкусія, додаткові ударні, вокал |

## Скасовані та перенесені виступи
| 7 липня 2012   | Стівенідж | Фестиваль «Sonisphere» | Скасовано                  |
| 30 червня 2012 | Москва    | «Олімпійський»         | Перенесено на 3 липня 2012 |